# Carex brunnipes
Espèce
Classification phylogénétique
Carex brunnipes est une espèce de plantes du genre Carex et de la famille des Cyperaceae.